# Loco (lwa)
Pour les articles homonymes, voir Loco.
Loco ou Loko est un lwa, un esprit du vaudou, patron des guérisseurs et des plantes.
C'est un lwa-racine du rite Rada. Il est lié au potomitan dans le temple vaudou, l'oufo. 
Confrère d'Ayizan, la première mambo, et lui est le premier houngan (prêtre). Avec elle, il est invoqué lors du rite où le prêtre reçoit l'asson, et tous deux président au bon déroulement des cérémonies.